# Lelija

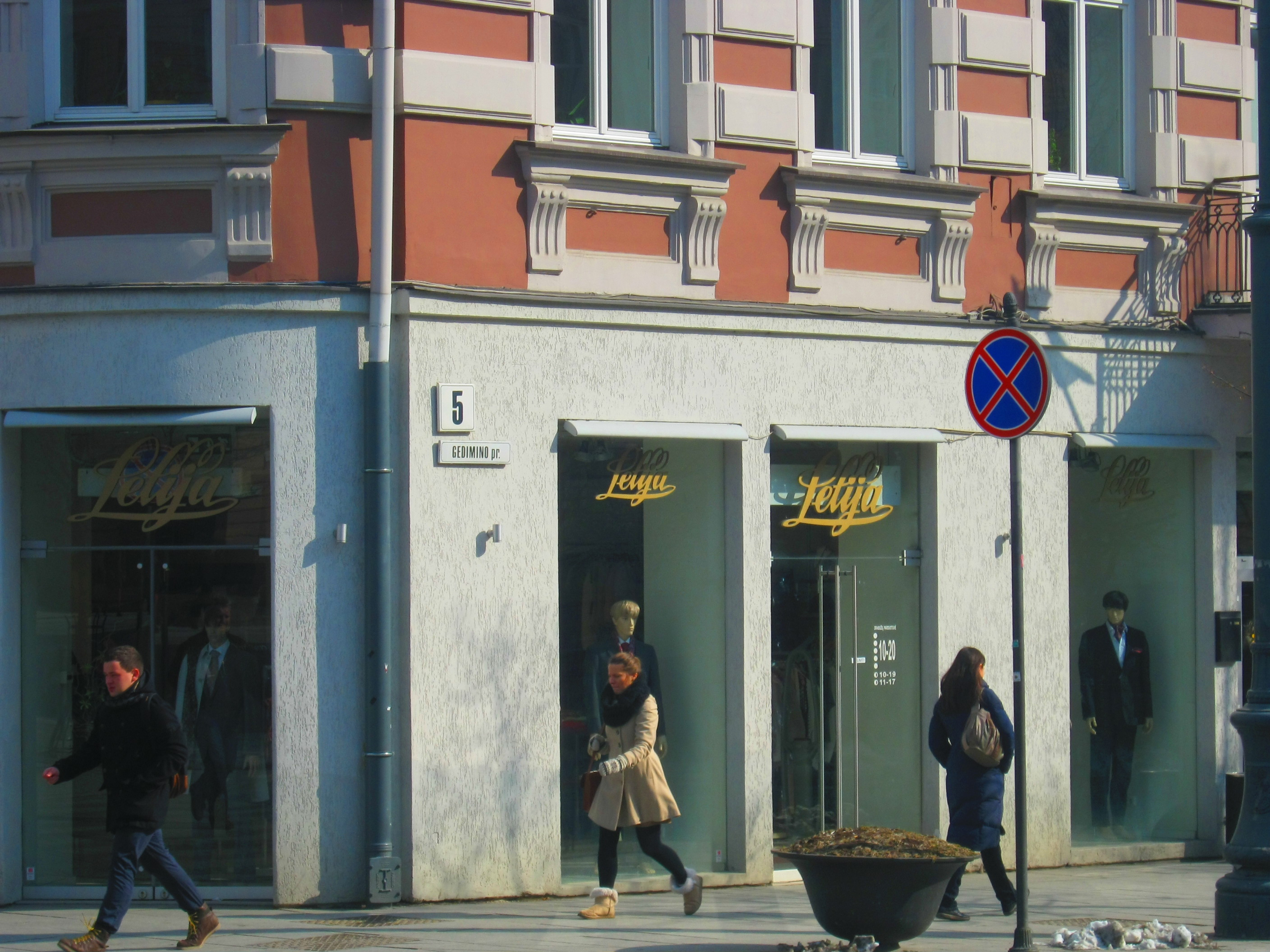
Lelija-Boutique

Lelija (dt. 'Lilie') ist das größte (nach Mitarbeiterzahl) Unternehmen der Textil- und Bekleidungsindustrie in Litauen.  Es produzierte jährlich rund 1,5 Millionen Oberbekleidung (Textil-Bekleidung für Männer, Frauen und Kinder).  80 %   wurden nach Westeuropa und Skandinavien exportiert. Anzüge, Jacken, Hosen, Mäntel, Regenmäntel, Röcke, Hemden, Blusen, Westen, Kleider und Uniformen bilden das Sortiment.
Es hat 9 spezialisierte Nähereien. Im Werk gibt es auch eigene professionelle Ausbildungsstätte für Näh-Betreiber. Das Unternehmen verfügt über Niederlassungen in 6 Städten.
„Lelija“ hat  auch sein eigenes kommerzielles Netzwerk: 28 Kleidungsstück-Läden, 3 Café (Vilnius, Molėtai, Širvintos), 1 Hotel (in Širvintos) und 1 Resort (in Pailgis bei Pabradė).

## Geschichte
1947 wurde das Unternehmen in Sowjetlitauen registriert. 2001 erzielte es den Umsatz von 34 Mio. Litas. 2011 schuldete es 832.500 Litas (241.000 Euro) allein an Staat. Es gab früher 1.500 Mitarbeiter.  2016 beschäftigte „Lelija“ 1.076 Mitarbeiter.